# Salix monochroma
Salix monochroma — вид квіткових рослин із родини вербових (Salicaceae).

## Морфологічна характеристика
Це кущ 2–4 м заввишки. Гілки жовто-бурі, сіро-бурі або червоно-бурі, не сизі, голі; гілочки жовто-бурі чи червоно-бурі, (іноді слабо сизуваті, з блискучими кристалами воску), голі чи запушені. Листки на ніжках 6–16 мм: найбільша листкова пластина вузько видовжена, еліптична або широко-еліптична, 54–100 × 18–35 мм; краї плоскі, зубчасті чи пилчасті (зубці іноді подовжені); верхівка від загостреної до гострої; абаксіальна (низ) поверхня не сиза, гола; адаксіальна поверхня тьмяна, гола чи ворсиста, середня жилка волосиста; молода пластинка червонувато- чи жовтувато-зелена, гола чи рідко коротко- чи довго-шовковиста абаксіально, волоски білі. Сережки розквітають під час або безпосередньо перед появою листя: тичинкові 24–43 (52 у плодах) × 6–11 мм; маточкові 33–73 × 8–16 мм. Коробочка 3.6–5.2 мм. Цвітіння: початок і середина травня.

## Середовище проживання
США (Айдахо, Орегон, Вашингтон). Населяє мулисті або кам'янисті береги річок; 150–2200 метрів.